# شوتارنا الأول
كان شوتارنا الأول (بالإنجليزية: Shuttarna I)‏ ملكًا لمملكة ميتاني الحورية في بلاد الرافدين في القرن الخامس عشر قبل الميلاد. اسمه مسجّل على ختم عُثر عليه في ألالاخ. يذكر النقش «ابن كيرتا» وهو المرجع الوحيد الذي تم اكتشافه عن هذا الملك حتى الآن. من المرجح أن هذا الملك قد حكم في نهاية القرن السادس عشر قبل الميلاد (حسب التسلسل الزمني الأوسط).